# ليبر أباتشي

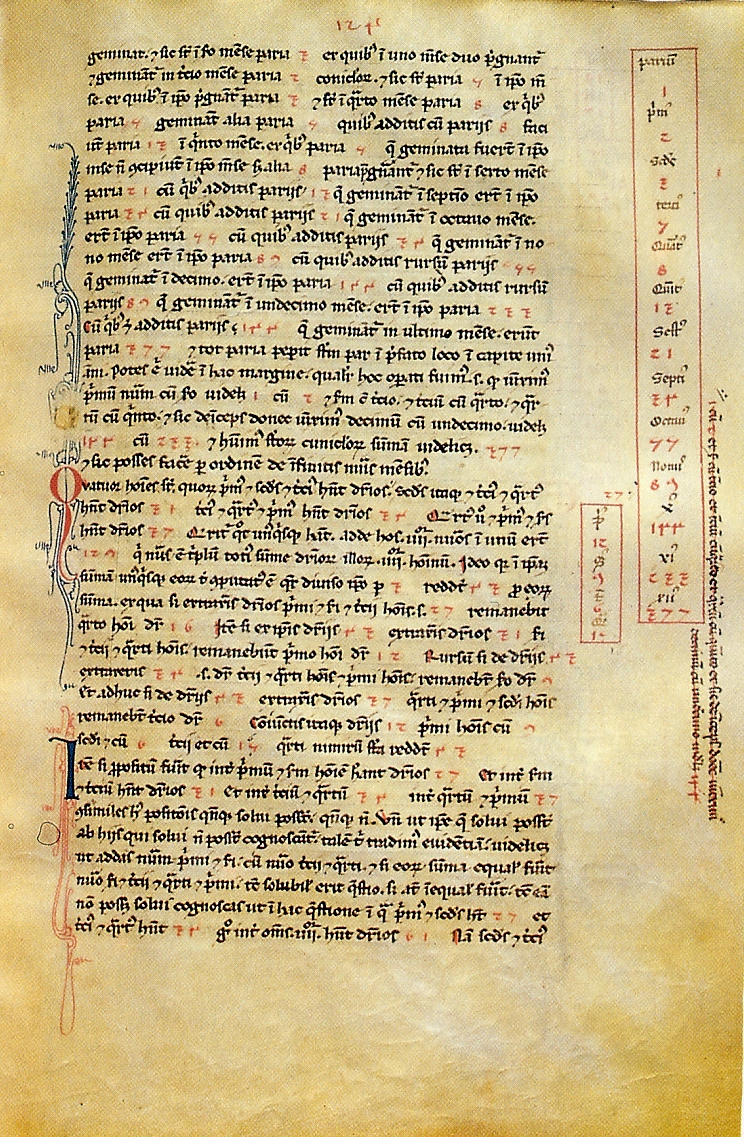
صفحة من كتاب ليبر أباتشي الموجود في المكتبة الوطنية المركزية في فلورنسا مبينا يمينا قيما لمتتالية فيبوناتشي.

ليبري أباتشي (بالإيطالية: Liber Abaci)‏ هو كتاب في الرياضيات وبالتحديد في الحسابيات كتبه عالم الرياضيات الإيطالي ليوناردو فيبوناتشي.
يعتبر هذا الكتاب من أوائل الكتب اللائي نُشرن في العالم الغربي والواصفة لنظام العد الهندي العربي.

## المحتوى
قدم أول جزء من الكتاب نظام العد العربي الهندي، بما في ذلك طرق التحويل من نظام تمثيل أعداد إلى آخر. احتوى هذا الجزء أيضا على أول وصف معروف للقسمة المتكررة من اجل تحديد أولية عدد ما من عدمه،وبالتالي تعميله.
أعطى الجزء الثاني أمثلة عن حساب قيم الأموال من عملة إلى أخرى، وطرقا لحساب الربح والفائدة.